# Tour der schottischen Rugby-Union-Nationalmannschaft nach Neuseeland 1981
| Tour der Schotten nach Neuseeland 1981 | Tour der Schotten nach Neuseeland 1981 | Tour der Schotten nach Neuseeland 1981 | Tour der Schotten nach Neuseeland 1981 | Tour der Schotten nach Neuseeland 1981 |
| Übersicht                              | S                                      | G                                      | U                                      | N                                      |
| -------------------------------------- | -------------------------------------- | -------------------------------------- | -------------------------------------- | -------------------------------------- |
| Test Matches                           | 2                                      | 0                                      | 0                                      | 2                                      |
| Sonstige Spiele                        | 6                                      | 5                                      | 0                                      | 1                                      |
| Gesamt                                 | 8                                      | 5                                      | 0                                      | 3                                      |
|                                        |                                        |                                        |                                        |                                        |
| Neuseeland                             | 2                                      | 0                                      | 0                                      | 2                                      |

Die Tour der schottischen Rugby-Union-Nationalmannschaft nach Neuseeland 1981 umfasste eine Reihe von Freundschaftsspielen der schottischen Rugby-Union-Nationalmannschaft. Sie reiste im Mai und Juni 1981 durch Neuseeland, wobei sie während dieser Zeit acht Spiele bestritt. Darunter waren zwei Test Matches gegen die neuseeländische Nationalmannschaft, das beide verloren gingen. Hinzu kamen sechs weitere Spiele gegen regionale Auswahlteams, bei denen fünf Siege und eine Niederlage resultierten.

## Spielplan
- Hintergrundfarbe grün = Sieg
- Hintergrundfarbe rot = Niederlage

(Test Matches sind grau unterlegt; Ergebnisse aus der Sicht Schottlands)
| # | Datum         | Gegner                              | Ort          | Stadion        | Ergebnis |
| - | ------------- | ----------------------------------- | ------------ | -------------- | -------- |
| 1 | 27. Mai 1981  | King Country Rugby Football Union   | Taumarunui   | The Domain     | 39:13    |
| 2 | 30. Mai 1981  | Wellington Rugby Football Union     | Wellington   | Athletic Park  | 15:19    |
| 3 | 03. Juni 1981 | Wairarapa Bush Rugby Football Union | Masterton    | Memorial Park  | 32:9     |
| 4 | 06. Juni 1981 | Canterbury Rugby Football Union     | Christchurch | Lancaster Park | 23:12    |
| 5 | 09. Juni 1981 | Mid Canterbury Rugby Football Union | Ashburton    | Showgrounds    | 21:12    |
| 6 | 13. Juni 1981 | Neuseeland                          | Dunedin      | Carisbrook     | 4:11     |
| 7 | 16. Juni 1981 | Marlborough Rugby Union             | Blenheim     | Lansdowne Park | 38:9     |
| 8 | 20. Juni 1981 | Neuseeland                          | Auckland     | Eden Park      | 15:40    |

## Test Matches
| 13. Juni 1981 | Neuseeland                                     | 11 : 4        | Schottland      | Carisbrook, Dunedin Zuschauer: 18.000 Schiedsrichter: Richard Byres (Australien) |
| 13. Juni 1981 | Versuche: Loveridge Wilson Straftritte: Hewson | (3:0) Bericht | Versuche: Deans | Carisbrook, Dunedin Zuschauer: 18.000 Schiedsrichter: Richard Byres (Australien) |

Aufstellungen:
- Neuseeland: Andy Dalton, Eddie Dunn, Bernie Fraser, Allan Hewson, Graeme Higginson, Andy Jefferd, Rodney Ketels, Gary Knight, David Loveridge, Murray Mexted, Graham Mourie , Haydn Rickit, Bruce Robertson, Mark Shaw, Stu Wilson
- Schottland: Jim Aitken, Jim Calder, Alastair Cranston, Bill Cuthbertson, Colin Deans, Bruce Hay, Andy Irvine , Roy Laidlaw, David Leslie, Iain Milne, Steve Munro, Iain Paxton, Jim Renwick, John Rutherford, Alan Tomes

| 20. Juni 1981 | Neuseeland                                                              | 40 : 15        | Schottland                                                                  | Eden Park, Auckland Zuschauer: 42.000 Schiedsrichter: C. K. Collett (Australien) |
| 20. Juni 1981 | Versuche: Hewson (2) Mourie Robertson Wilson (3) Erhöhungen: Hewson (6) | (10:6) Bericht | Versuche: Hay Erhöhungen: Irvine Straftritte: Irvine (2) Dropgoals: Renwick | Eden Park, Auckland Zuschauer: 42.000 Schiedsrichter: C. K. Collett (Australien) |

Aufstellungen:
- Neuseeland: Andy Dalton, Bernie Fraser, Andy Haden, Allan Hewson, Andy Jefferd, Rodney Ketels, Gary Knight, David Loveridge, Murray Mexted, Graham Mourie , Haydn Rickit, Bruce Robertson, Douglas Rollerson, Mark Shaw, Stu Wilson
- Schottland: Jim Aitken, Jim Calder, Alastair Cranston, Bill Cuthbertson, Colin Deans, Bruce Hay, Andy Irvine , Roy Laidlaw, David Leslie, Iain Milne, Steve Munro, Iain Paxton, Jim Renwick, John Rutherford, Alan Tomes